# Esfarayen
Esfarayen (persisch اسفراین, DMG Esfarāyen) ist eine Stadt in der Provinz Nord-Chorasan im Iran. Sie befindet sich östlich von Bodschnurd und Nahe der Grenze zu Turkmenistan. Die Mehrheit der Bevölkerung sind Kurden, aber es gibt auch eine bedeutende Anzahl von Tats und Turkmenen.

## Geschichte
Die Gründung der Stadt wird der mythischen Figur Esfandīār zugeschrieben. Sie wurde zunächst Mehrjān genannt. Tatsächlich ist die Geschichte der Stadt vor der Ankunft des Islam kaum bekannt. 1220 wurde Esfarayen von General Sübetey im Dienste von Dschingis Khan verwüstet. Im Jahr 1223 stand sie unter der Herrschaft eines lokalen Herrschers, der ein Vasall des mongolischen Gouverneurs von Khorasan war. Unter den Ilchanen und später den Safawiden gewinnt die Stadt so viel an Bedeutung, dass dort Münzen geprägt werden. Die Stadt wurde 1381 erneut von Tamerlan geplündert. Unter der Herrschaft der Safawiden lag die Stadt an der Grenze zwischen ihrem Gebiet und dem der Chaybaniden von Transoxanien und litt unter deren Raubzügen. Im 18. Jahrhundert wurde Esfarayen erneut von den Padischahs von Afghanistan geplündert. Es war nun ein friedliches und wohlhabendes Landwirtschaftszentrum.
Nach der Zerstörung der Stadt im 18. Jahrhundert blieben nur die Ruinen der Zitadelle des alten Esfarayen drei Kilometer südwestlich der heutigen Stadt unter dem Namen Belqeis (persisch: بلقیس) erhalten. 

## Bevölkerungsentwicklung
| Jahr | Einwohnerzahl |
| ---- | ------------- |
| 1996 | 41.062        |
| 2006 | 53.132        |
| 2011 | 60.372        |
| 2016 | 59.490        |